# 铬铅矿
铬铅矿（英語：Crocoite），又稱紅鉛礦、赤鉛礦，是铬酸铅（PbCrO4）的單斜晶系矿物。与可作油漆的人工合成的铬黄成分相同。

## 描述
鉻鉛礦常见于大型、发育良好的棱柱形晶体，但在许多情况下晶体的端部发育不良。晶体有明亮的红色，半透明，並具有金刚到玻璃光泽。在紫外线照射下，部分透明度和光泽会消失。条纹为橙黄色；莫氏硬度为2.5-3；比重为6.0。

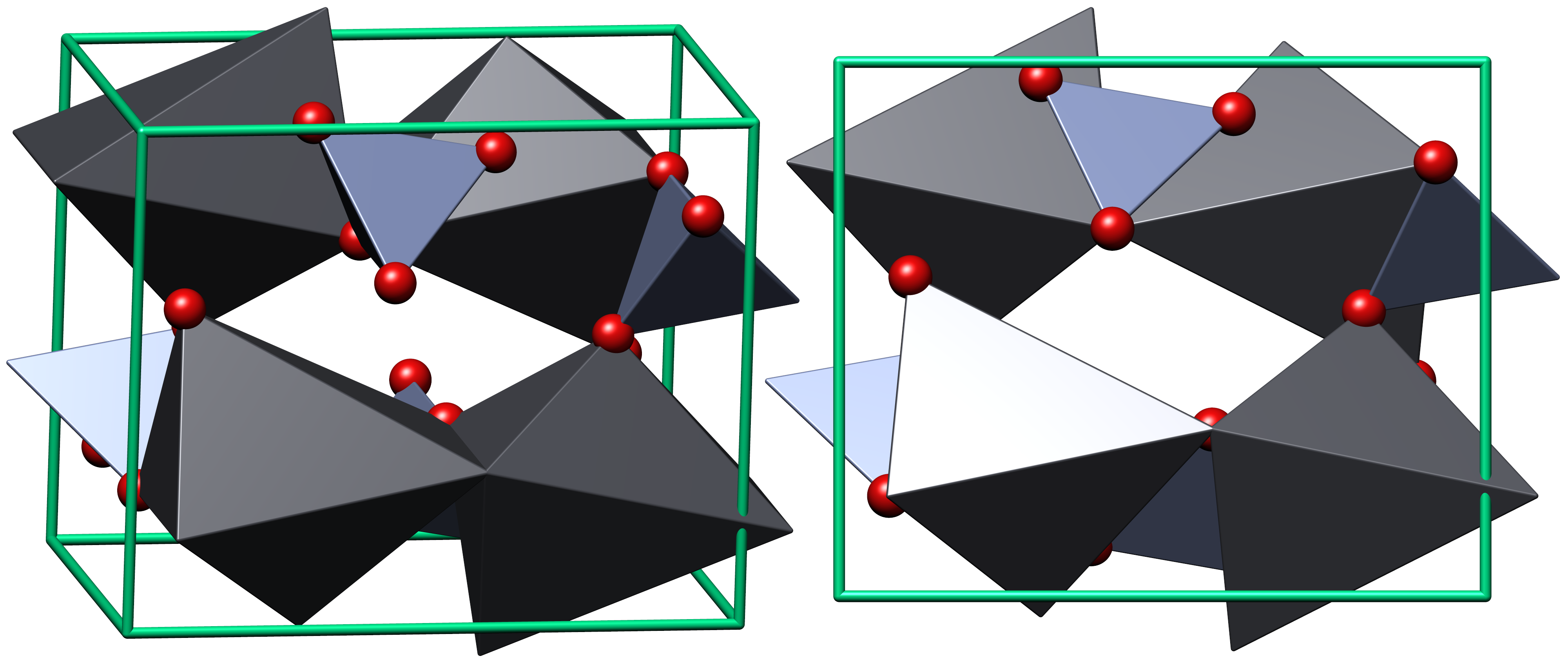
鉻鉛礦晶體結構

它於1766年在烏拉爾山叶卡捷琳堡附近的Berezovskoe金礦床（Berezovsk礦山）上發現，並於1832年由弗朗索瓦·叙尔皮斯·伯当命名為Crocoise，源自希臘語（Krokos）。
鉻鉛礦的相對稀有性與其形成所需的特定條件有關。鉛礦床的氧化區以及作為鉻源（來自鉻鐵礦）的超鎂鐵質岩石的存在。Cr3+氧化成CrO42-（来自铬铁矿）和方铅矿（或其他原生铅矿物）的分解是形成鉻鉛礦的必要条件。这些条件相对不常见。
由於鉻鉛礦由鉻酸鉛組成，因此具有毒性，含有鉛和六價鉻。

## 圖集

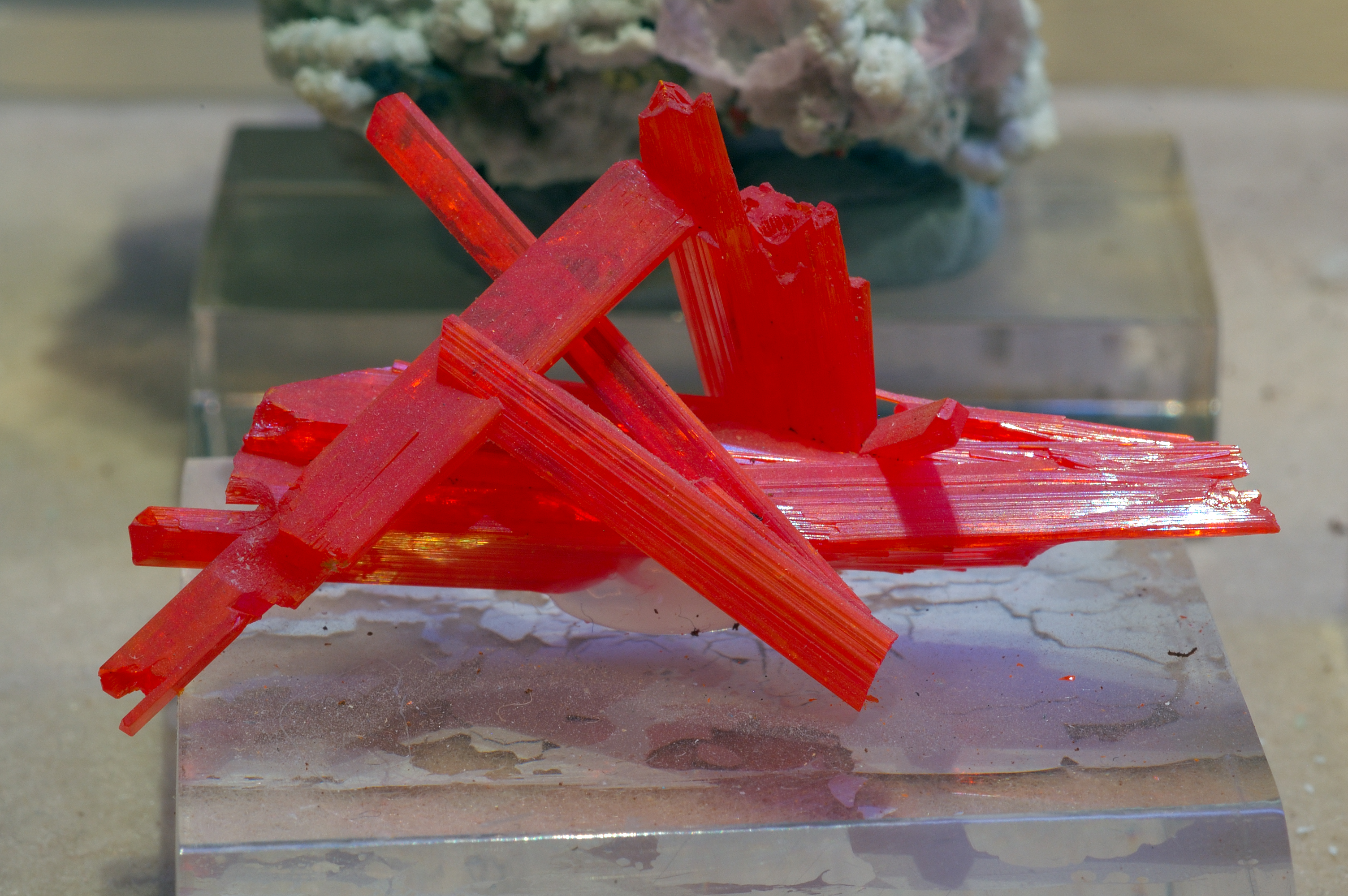
來自澳大利亞塔斯馬尼亞州的鉻鉛礦
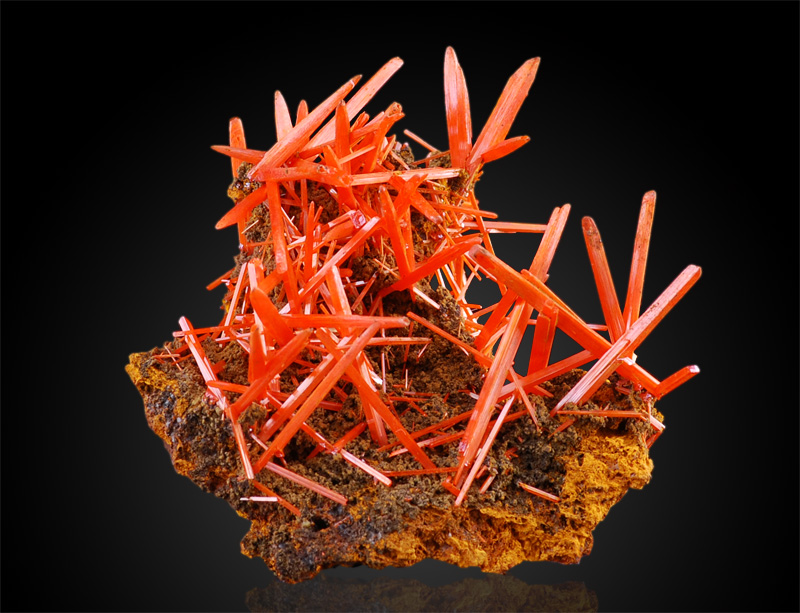
來自澳大利亞塔斯馬尼亞州Zeehan區Dundas Mineral Field的鉻鉛礦
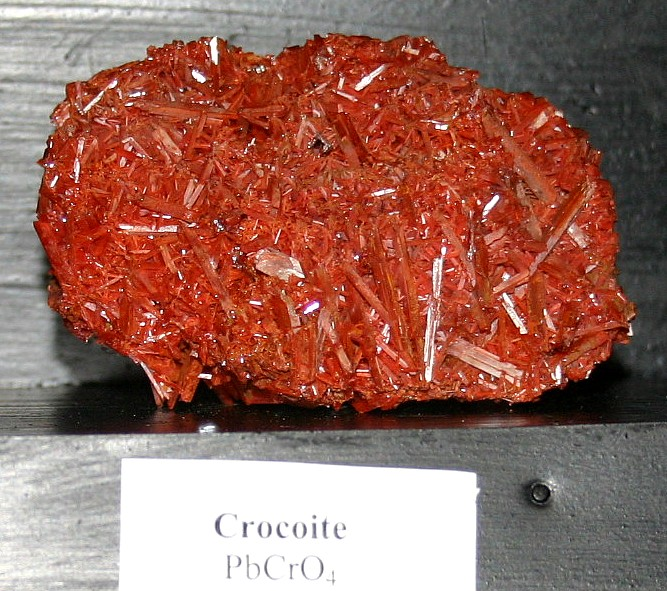
晶體間互相生長的鉻鉛礦

## 外部連結
- List of Tasmanian state emblems （页面存档备份，存于）